# Nadelgrat

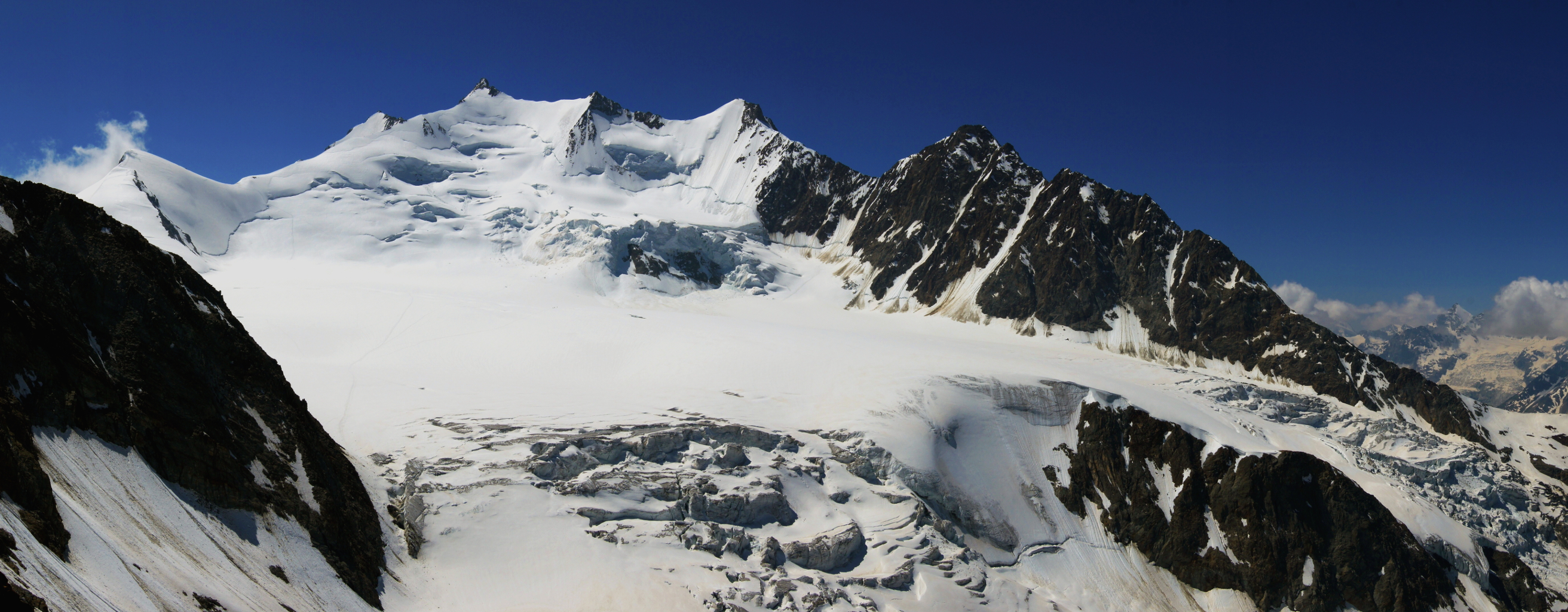
Partendo dalla vetta più alta, il Nadelhorn, e scendendo verso destra, si trovano nell'ordine lo Stecknadelhorn, il Hohberghorn ed il Dürrenhorn. In basso il Riedgletscher.

La Nadelgrat è una cresta montuosa del Massiccio del Mischabel nelle Alpi Pennine.
Essa congiunge 5 4000 delle Alpi: Lenzspitze, Nadelhorn, Stecknadelhorn, Hohberghorn e Dürrenhorn.

## Descrizione
Partendo dal Lenzspitze essa ha andamento nord-nord-ovest e tocca la sua massima altezza con il Nadelhorn. Ad oriente essa è contornata dal Riedgletscher mentre ad occidente si trova l'Hohberggletscher.
Il percorrere la cresta è un'impresa alpinistica di particolare impegno visto il lungo sviluppo ed il fatto che si trova quasi sempre sopra i 4 000 metri.
Per accedere alla Nadelgrat si possono utilizzare i rifugi Bordierhütte e Mischabelhütte.